# Ogräskornlöpare
Ogräskornlöpare (Amara municipalis) är en skalbaggsart som först beskrevs av Caspar Erasmus Duftschmid 1812.  Ogräskornlöpare ingår i släktet Amara, och familjen jordlöpare. Arten är reproducerande i Sverige.

## Bildgalleri

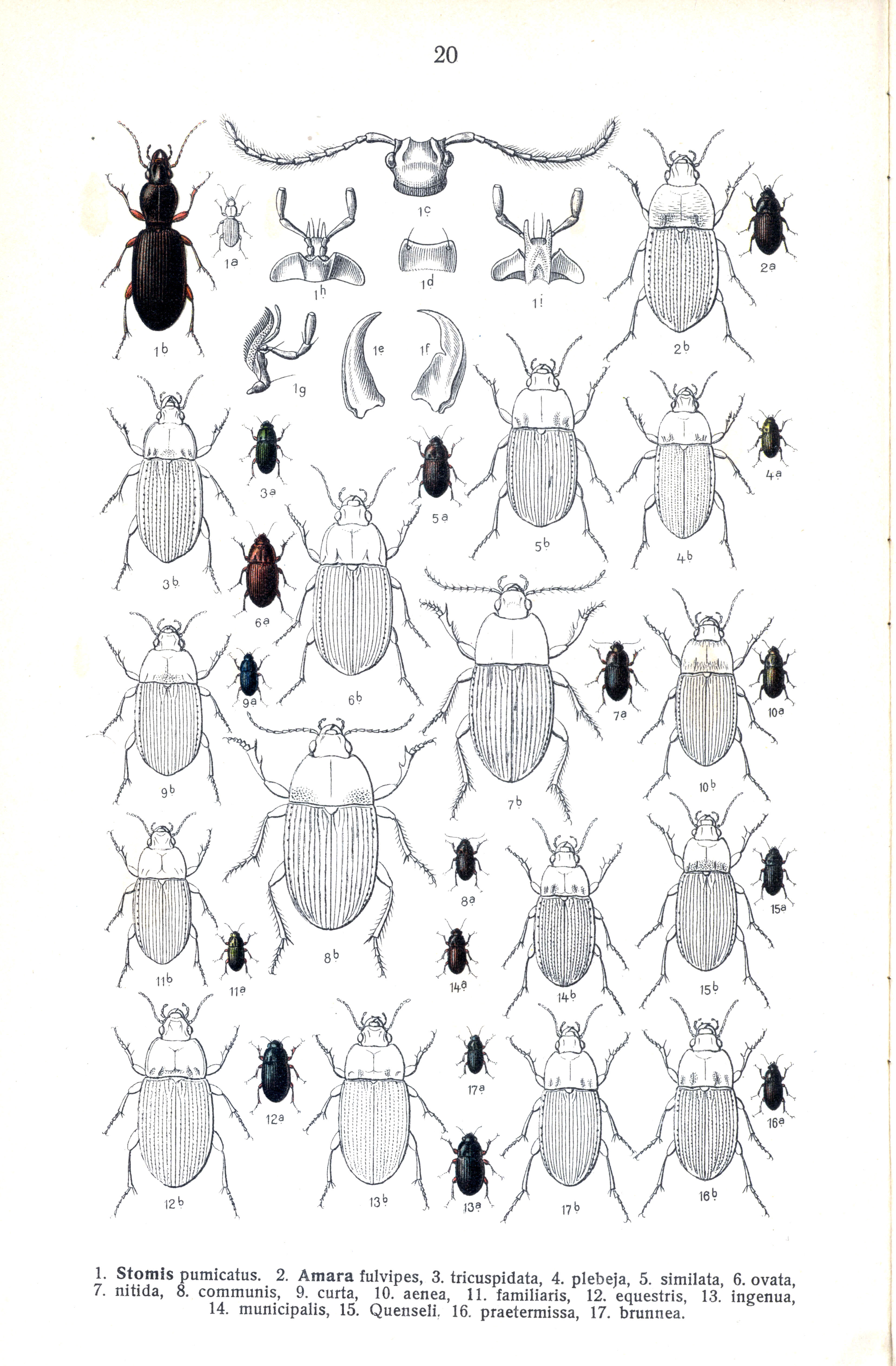
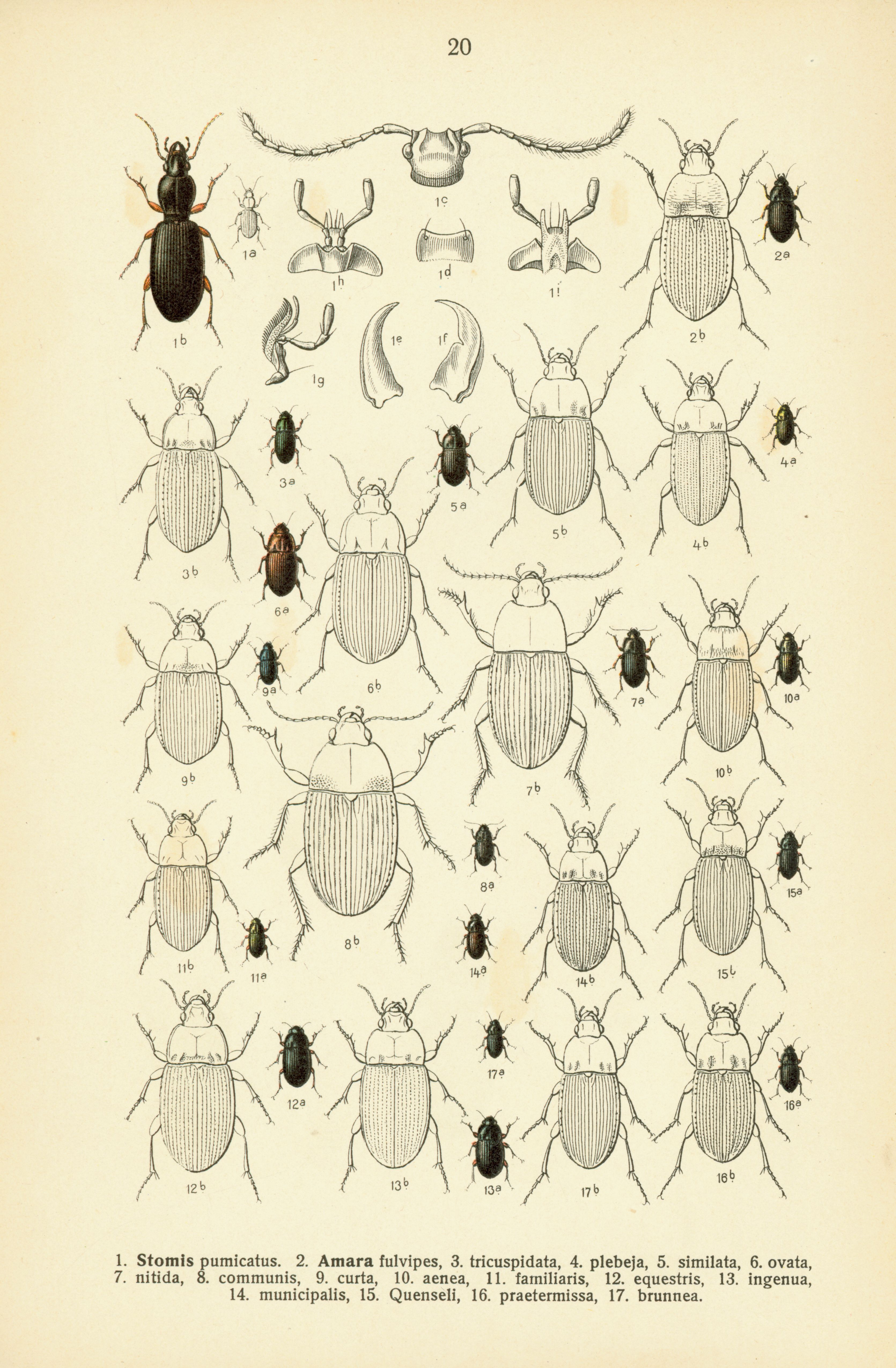